# Golden Axe: The Revenge of Death Adder
 (décembre 2016).
Si vous disposez d'ouvrages ou d'articles de référence ou si vous connaissez des sites web de qualité traitant du thème abordé ici, merci de compléter l'article en donnant les références utiles à sa vérifiabilité et en les liant à la section « Notes et références ».
Golden Axe: The Revenge of Death Adder (ゴールデンアックス デスアダーの復讐, gōruden akkusu desuadā no hukushū) est un beat them all se déroulant dans un univers heroic fantasy, développé par Sega AM1 et édité par Sega, sorti exclusivement sur borne d'arcade en 1992. Il est la suite de Golden Axe sorti en 1989.

## Histoire
L'abominable Death Adder a reconstruit sa forteresse et enlève des villageois pour les réduire en esclavage. Quatre valeureux guerriers, accompagnés du nain Gilius Thunderhead, qui a déjà vaincu le tyran, décident de se dresser en travers de son joug, d'affronter ses troupes maléfiques et délivrer les innocents.

## Personnages
Cette suite ne reprend aucun des personnages du premier opus, à l'exception de Death Adder et de Gilius Thunderhead, tous deux non jouables :
- Sternblade : un barbare armé d'une épée, contrôlant le feu.
- Dora : une femme centaure armée d'un bâton, contrôlant la foudre.
- Little Trix : un garçon rapide et agile, armé d'une fourche, capable de guérir ses compagnons.
- Goah : un géant armé d'une hache, pouvant pétrifier ses ennemis ; il transporte Gilius sur son dos.
- Death Adder : le boss final, armé de la hache d'or et d'un bouclier capable d'absorber la magie du joueur.

## Niveaux
1. Scene 1 : rescue the villagers !
2. Scene 2 : The trail to the enemies' town...
3. Scene 3 : Sneak into the town...
4. Scene 4 : Escape the town...
5. Scene 5 : Disperse the enemy ambush.
6. Scene 6 : March forth to the Castle of Death-Adder
7. Scene 7 : Defeat the Death-Adder !
8. Final Scene

## Système de jeu
Si le gameplay de Revenge of Death Adder reste proche de celui du premier Golden Axe, il apporte cependant bon nombre de nouveautés et d'améliorations notables :
- Il est possible de jouer de 1 à 4 joueurs simultanément, et de réaliser certaines attaques, particulièrement efficaces, en coopération.
- Le système de magie a été repensé : dans Golden Axe, le nombre (limité) de fioles de magie du joueur influait sur la puissance de ses sorts ; dans Revenge of Death Adder chaque joueur a un certain nombre de fioles à ramasser avant de pouvoir lancer un sort, celui-ci étant toujours de puissance égale. Il est cependant possible d'accumuler un nombre illimité de fioles et d'enchainer plusieurs sorts à la suite.
- Un des quatre personnages propose une magie curative, au lieu d'être offensive.
- Le nombre d'attaques a été enrichi, ainsi il est notamment possible de porter des coups en direction du sol avec les pieds ou de fondre sur les ennemis.
- S'il est toujours possible d'utiliser diverses montures (dragons, scorpions, mantes religieuses), elles peuvent en plus être équipées d'arbalètes ou de catapultes, ramassées au sol.
- À deux reprises, le joueur a le choix entre 2 chemins différents, dans la progression des niveaux.